# Liste der Mitglieder im 3. Inatsisartut
Das 3. Inatsisartut wurde nach der Parlamentswahl in Grönland 1984 gebildet und war bis 1987 im Amt.

## Aufbau
- IA: 3
- S: 11
- A: 11

| Partei | Partei            | Abgeordnete zu Beginn der Legislaturperiode | Abgeordnete zum Ende der Legislaturperiode | Abgänge            | Zugänge      |
| ------ | ----------------- | ------------------------------------------- | ------------------------------------------ | ------------------ | ------------ |
|        | Siumut            | 11                                          | 11                                         | Lars-Emil Johansen | Marius Olsen |
|        | Atassut           | 11                                          | 11                                         | keine              | keine        |
|        | Inuit Ataqatigiit | 3                                           | 3                                          | keine              | keine        |
| Gesamt | Gesamt            | 25                                          | 25                                         |                    |              |

## Parlamentspräsidium
Bis 1988 gab es kein Parlamentspräsidium. Der Regierungschef war qua Amt auch Parlamentspräsident.

## Abgeordnete
Es wurden folgende Personen gewählt. Personen, die zum Ende der Legislaturperiode nicht mehr im Amt waren, sind grau markiert:
| Wahlkreis           | Mitglied                  | Geburtsjahr | Partei | Partei            | Anmerkung                                       |
| ------------------- | ------------------------- | ----------- | ------ | ----------------- | ----------------------------------------------- |
| Upernavik           | Bendt Frederiksen         | 1939        |        | Siumut            |                                                 |
| Diskobucht          | Hans Iversen              | 1940        |        | Siumut            |                                                 |
| Mittelgrönland      | Lars Emil Johansen        | 1946        |        | Siumut            | Lars Emil Johansen trat am 26. Mai 1986 zurück. |
| Diskobucht          | Preben Lange              | 1948        |        | Siumut            |                                                 |
| Südgrönland         | Isak Lund                 | 1951/52     |        | Siumut            |                                                 |
| Mittelgrönland      | Jens Lyberth              | 1952        |        | Siumut            |                                                 |
| Südgrönland         | Jonathan Motzfeldt        | 1938        |        | Siumut            | Parlamentspräsident                             |
| Südgrönland         | Hendrik Nielsen           | 1942        |        | Siumut            |                                                 |
| Uummannaq           | Pavia Nielsen             | 1936        |        | Siumut            |                                                 |
| Mittelgrönland      | Moses Olsen               | 1938        |        | Siumut            |                                                 |
| Thule               | Ûssarĸak K'ujaukitsoĸ     | 1948        |        | Siumut            |                                                 |
| Mittelgrönland      | Jan Streit Christoffersen | ?           |        | Atassut           |                                                 |
| Mittelgrönland      | Niels Carlo Heilmann      | 1927        |        | Atassut           |                                                 |
| Südgrönland         | Ingvar Høegh              | 1927        |        | Atassut           |                                                 |
| Mittelgrönland      | Emilie Lennert            | 1931        |        | Atassut           |                                                 |
| Südgrönland         | Peter Ostermann           | 1939        |        | Atassut           |                                                 |
| Ittoqqortoormiit    | Andreas Sanimuínaĸ        | 1942        |        | Atassut           |                                                 |
| Diskobucht          | Holger Sivertsen          | 1937        |        | Atassut           |                                                 |
| Ammassalik          | Jakob Sivertsen           | 1943        |        | Atassut           |                                                 |
| Diskobucht          | Knud Sørensen             | 1934        |        | Atassut           |                                                 |
| Diskobucht          | Konrad Steenholdt         | 1942        |        | Atassut           |                                                 |
| Mittelgrönland      | Otto Steenholdt           | 1936        |        | Atassut           |                                                 |
| Diskobucht (AM)     | Jens Geisler              | 1951        |        | Inuit Ataqatigiit |                                                 |
| Mittelgrönland      | Aqqaluk Lynge             | 1947        |        | Inuit Ataqatigiit |                                                 |
| Mittelgrönland (AM) | Henriette Rasmussen       | 1950        |        | Inuit Ataqatigiit |                                                 |
| Stellvertreter      |                           |             |        |                   |                                                 |
| Mittelgrönland      | Marius Olsen              | ?           |        | Siumut            | 1. Stellvertreter für Lars-Emil Johansen        |